# وبستر گرووز (میزوری)
وبستر گرووز (به انگلیسی: Webster Groves) شهری در شهرستان سنت لوئیس ایالت میزوری است که جمعیت آن در سرشماری سال ۲۰۱۰ میلادی ۲۲٫۹۹۵ نفر بوده است.